# Première Nation de Cat Lake
La Première Nation de Cat Lake est une communauté ojibwée située à environ 180 km de Sioux Lookout dans le Nord-Ouest de l'Ontario au Canada. La Première Nation se nomme elle-même Bizhiw-zaaga'iganiwininiwag (« Les hommes du lac au chat sauvage ») ou Bizhiw-zaaga'iganiing Nitam Anishinaabeg (« La Première Nation au lac du chat sauvage ») ; le chat sauvage faisant référence au Lynx du Canada. En novembre 2007, la communauté comportait 612 membres enregistrés dont 497 vivaient sur la réserve. Leur réserve se nomme Cat Lake 63C.

## Services
La communauté est desservie par un aéroport où Wasaya Airways effectuent des vols réguliers sur une base quotidienne. La police locale est assurée par le Nishnawbe-Aski Police Service (en), un service de police aborigène.